# Площа Стіни плачу
Площа Стіни плачу (англ. Western Wall Plaza івр. רחבת הכותל המערבי) — міський майдан у Старому місті Єрусалима поруч із Стіною плачу, яка знаходиться на східній стороні площі.

## Опис
Площа була створена в 1967 році після знесення середньовічного Марокканського (Магрибського) кварталу, що знаходився на цьому місці з XII століття. У північній стороні площі розташовані тунель і Ланцюг центру поколінь, а у південній — Єрусалимський археологічний парк і Сміттєві (Магрибські) ворота. З західної стороні Площа примикає до  Єврейського кварталу.

## Галерея

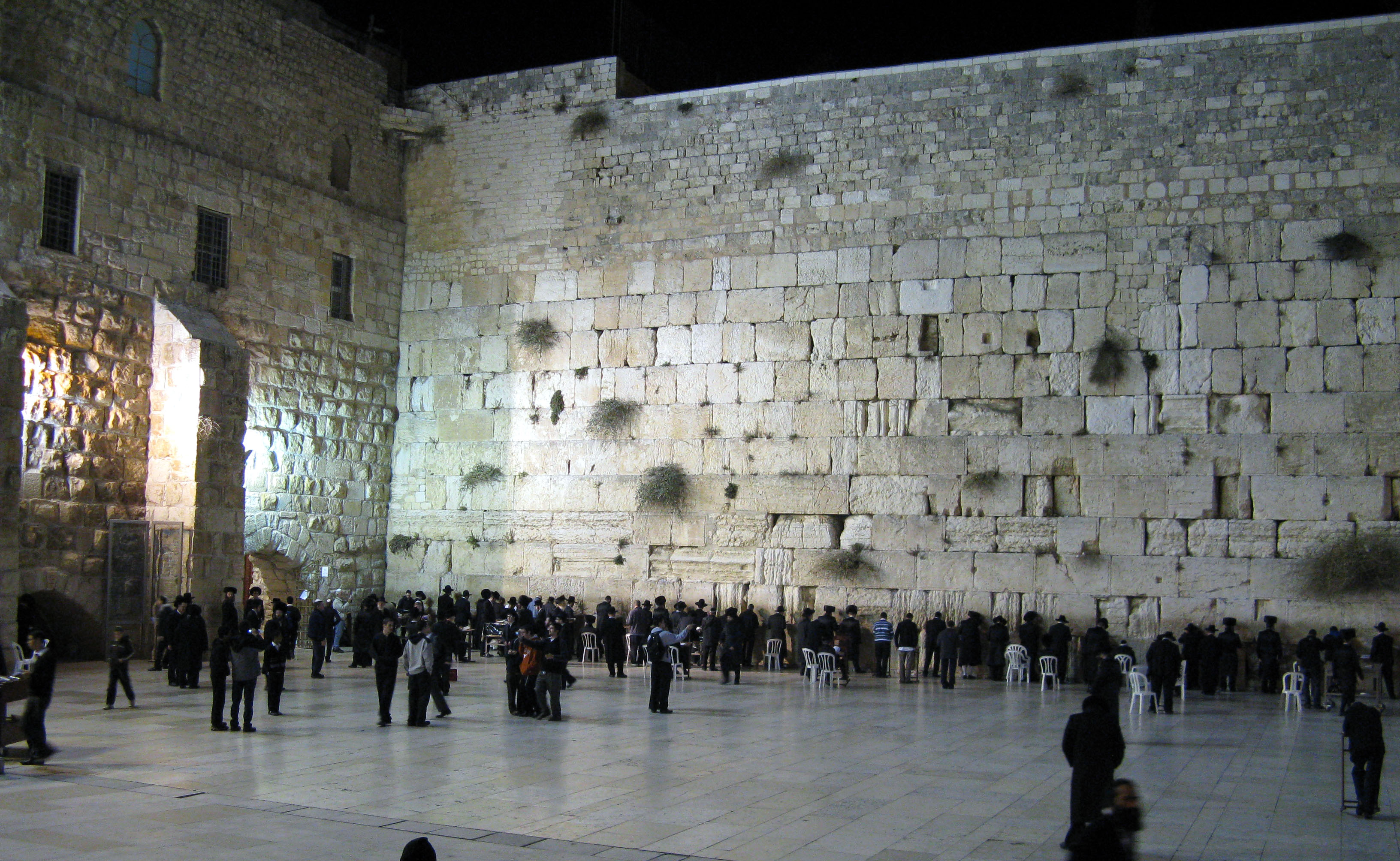
Стіна плачу
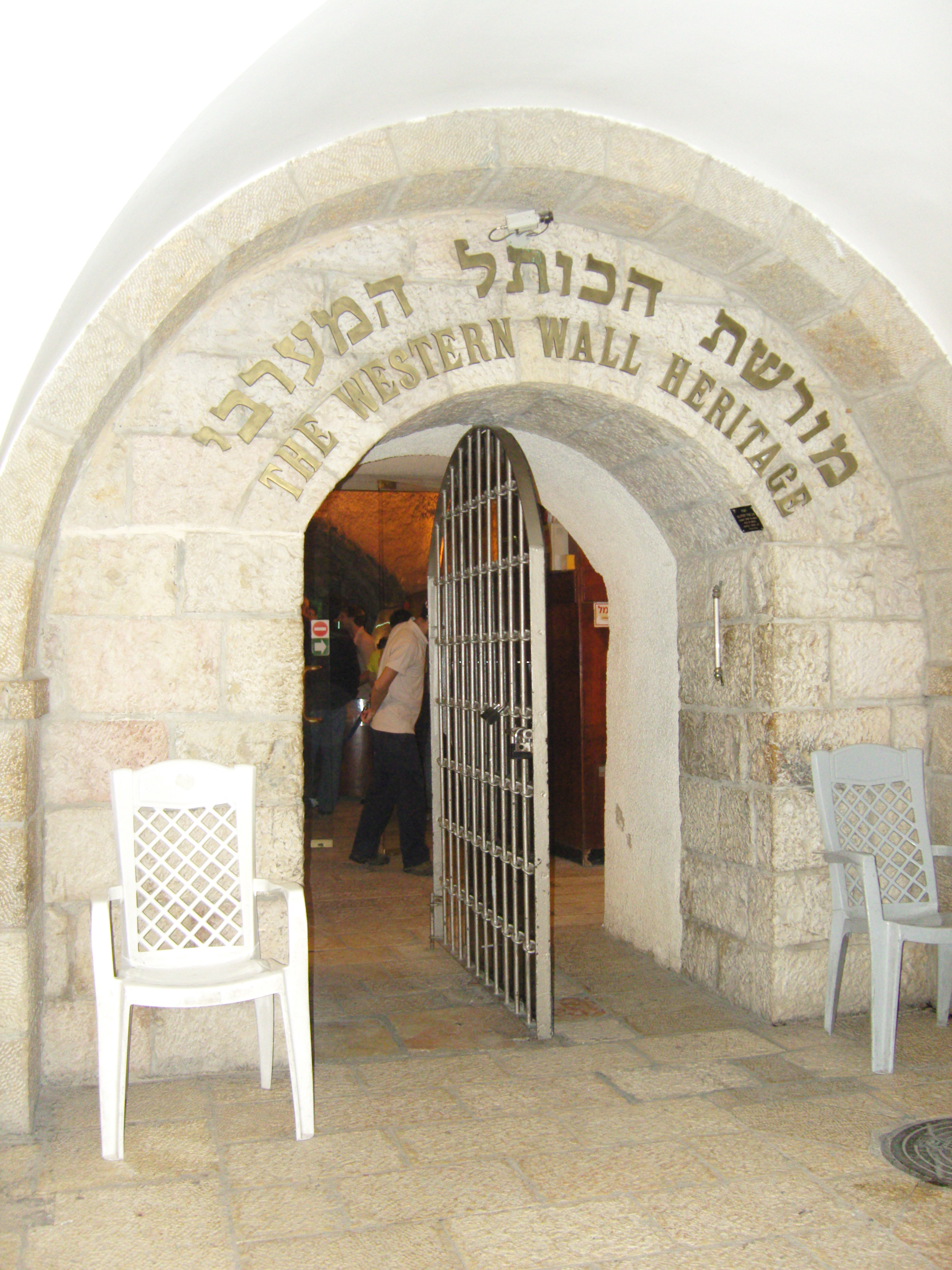
Вхід до тунелю
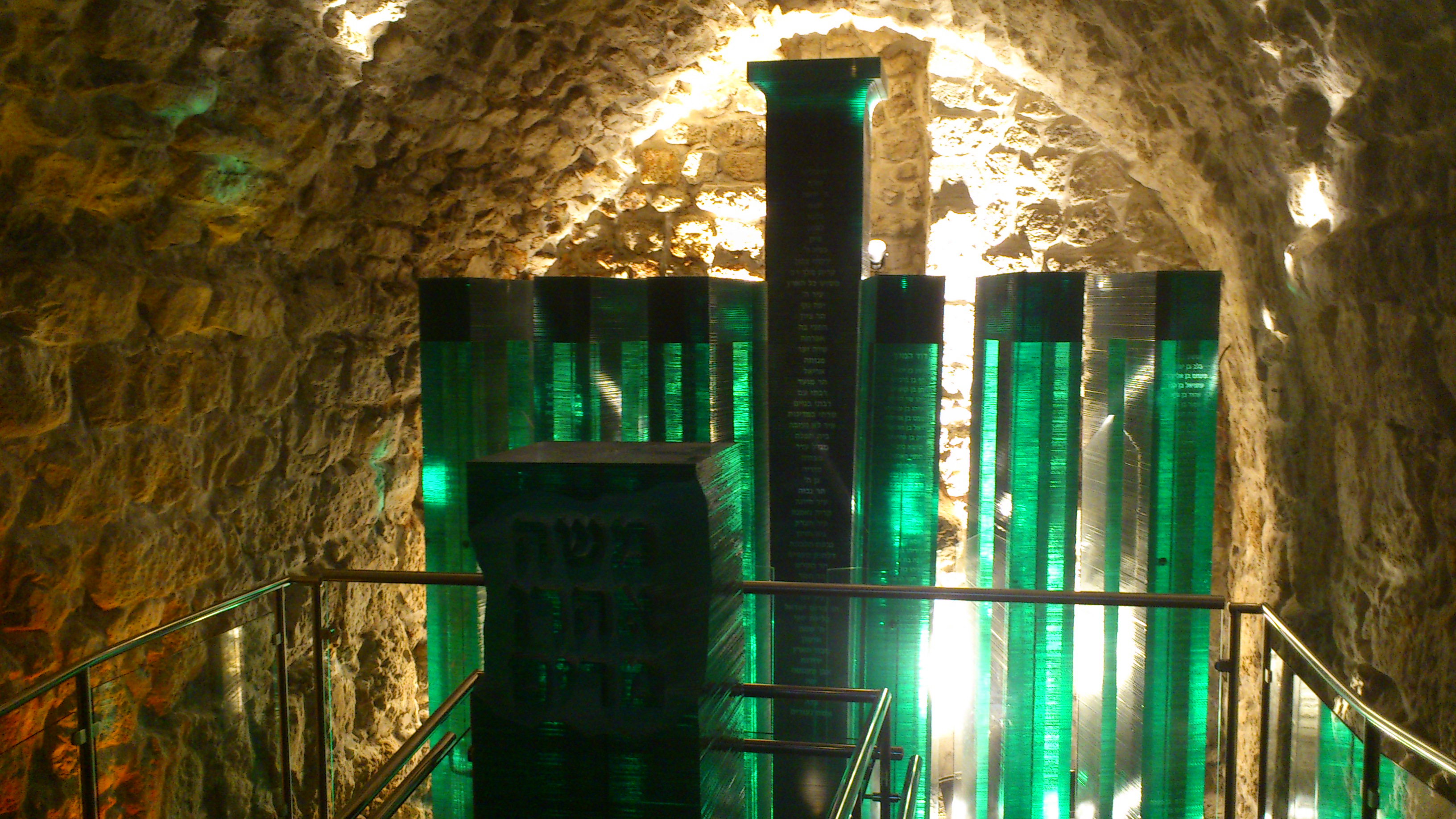
Ланцюг центру поколінь
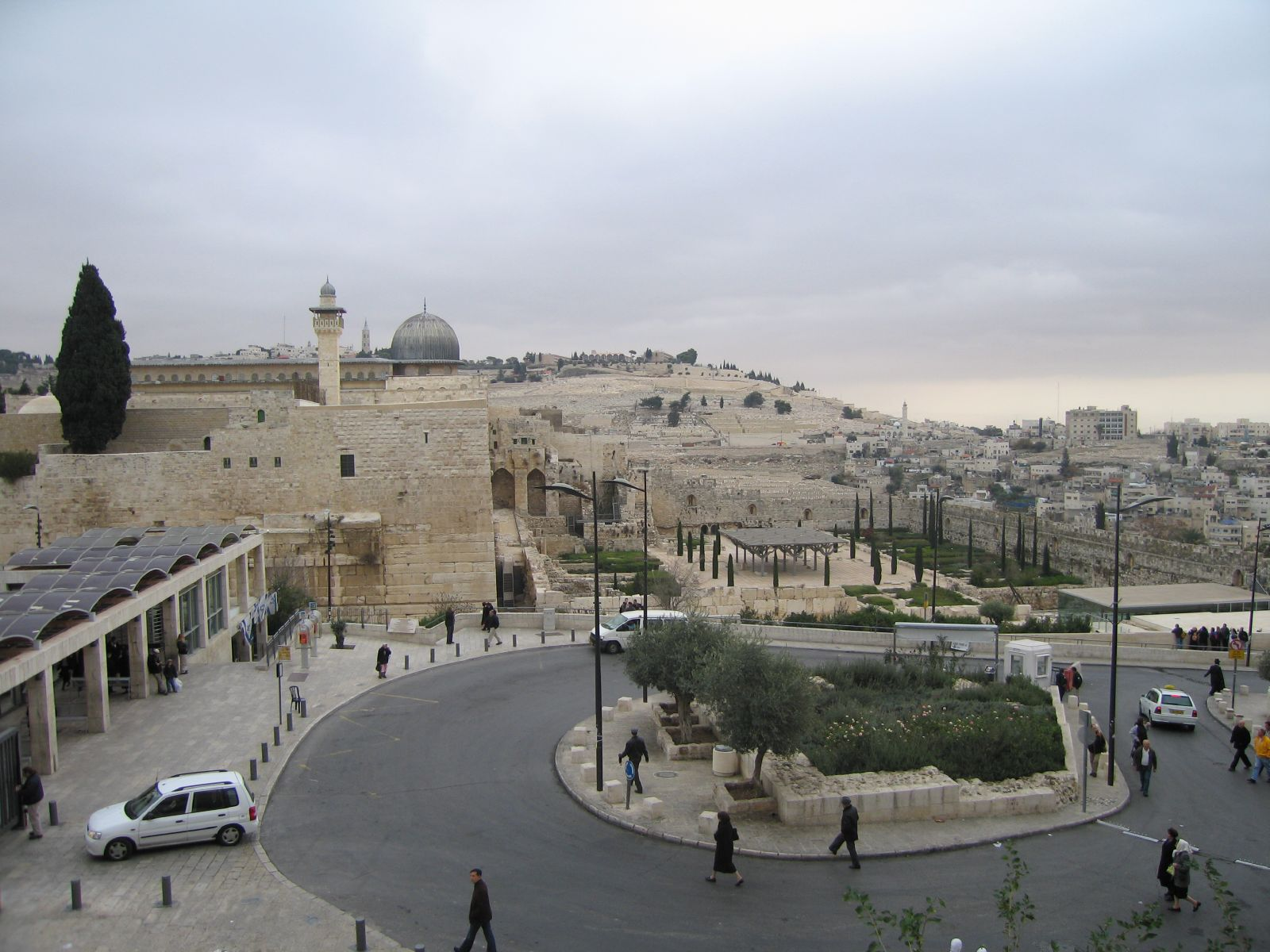
Єрусалимський археологічний парк
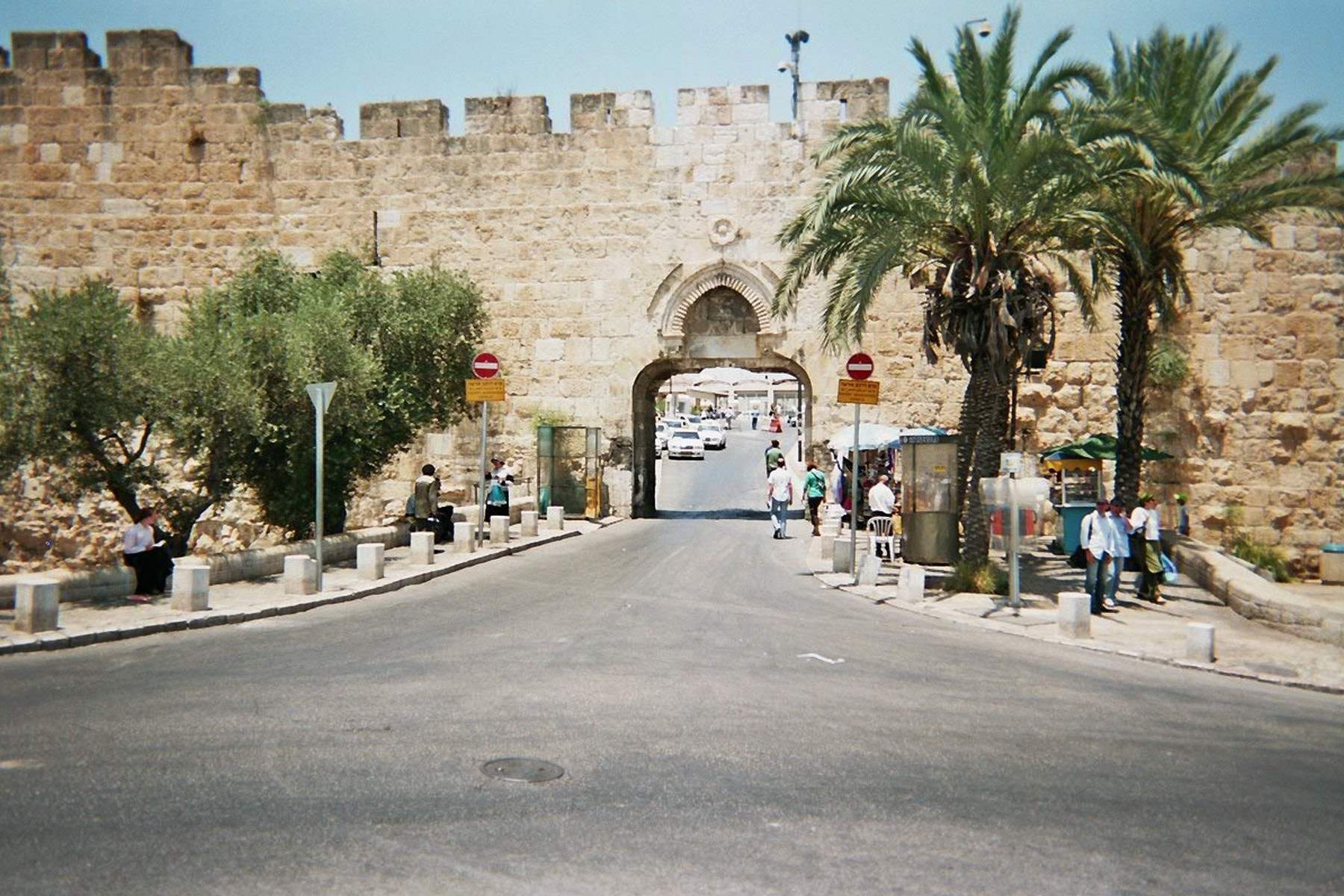
Сміттєві ворота